# 豪门盛宴
《足球盛宴》，原名《豪门盛宴》，是中国中央电视台体育频道（CCTV5）的一档赛事杂志类节目，自2004年葡萄牙欧洲杯起，逢世界杯、欧洲杯期间，在每个比赛日的前一天晚上及后一天晚上现场直播。目前固定男主持人为邵圣懿，女主持人由蔡云咏担任。每期节目时间根据当晚比赛开球时间弹性调整，通常为90分钟左右。节目内容主要为前一天晚上或当天凌晨的赛事精华及分析，也会邀请演艺明星到场互动，比赛日的节目末段通常为连线赛场环节，为当天晚上的比赛进行预热，决赛日时，亦会连线决赛对阵两国首都的央视记者。接在本节目后面播放的，通常为《我爱世界杯》或《我爱欧洲杯》。

## 节目沿革
《豪门盛宴》于2004年6月10日启播，是中国第一个为单项目赛事推出的非常设性赛事杂志类节目。早在2002年韩日世界杯，CCTV5就尝试性推出了《你好世界杯》《我爱世界杯》两个专题节目，在世界杯结束之后，曾有一档名为《豪门盛宴》的赛事回顾专题片在CCTV5不定时播出，这可被视为是《豪门盛宴》最早的形态。
2004年欧洲杯，CCTV5沿用了原有的节目名，同时将02年世界杯期间多档专题节目的部分环节组合在一起，推出了由张斌主持的赛事杂志类节目《豪门盛宴》。摇滚歌手高旗为节目创作了主题曲《生命的盛宴》，一直沿用至今，其中的纯音乐旋律更是成为CCTV5转播大型赛事的常用背景音乐。不同于以往的大赛专题节目，《豪门盛宴》除了邀请专家对赛事进行复盘和分析之外，亦会请知名艺人、足球宝贝到场助兴，同时也会由主持人和前线记者对赛事主办国葡萄牙进行介绍，而这也成为此节目的惯例。
鉴于2004年在收视上的成功，2006年世界杯，CCTV5保留了《豪门盛宴》这一专题节目，并设置了“王牌对王牌”“巅峰时刻”“我在现场”等常设栏目，并成为节目的传统。2008年欧洲杯，由于准备北京奥运会相关节目等原因，《豪门盛宴》没有推出，而是播出了包装近乎一样的专题节目《足球欧洲》，由张斌、刘建宏主持。
2010年世界杯，CCTV5将赛前直播节目《我爱世界杯》移师CNTV网络体育台播出，在保留晚间黄金时段《豪门盛宴》的同时，加开了凌晨比赛前直播的《豪门盛宴（午夜版）》。晚间版第一次引入女主持童可欣与张斌搭档，而午夜版则由邵圣懿、王梁、韩乔生、翁晓萌等人主持。晚间版仍保留原有节目形态，午夜版则更接近《我爱世界杯》这样的赛前预热节目，并没有晚间版的类综艺环节。由于CCTV高清频道投入本届世界杯的直播，两版的《豪门盛宴》亦都在该频道同步高清转播。
2012年欧洲杯延续了2010年晚间版+午夜版的模式，但午夜版在关键比赛日（如决赛）的临开赛时会由刘建宏、张斌两位资深主持人主持。
2014年世界杯，《我爱世界杯》回到CCTV5，《豪门盛宴》转型为足球娱乐类节目，邀请到的演艺明星数量达到历届之最，杨茗茗也第一次加入主持团队。
2016年欧洲杯，《豪门盛宴》重新回到赛事杂志类的模式，减少了娱乐成分也增加了专业性的内容，CCTV5《NBA最前线》主持人黄婷婷成为张斌的主持搭档，却由于在节目中掩面痛哭而引起争议。
2018年世界杯，《天下足球》女主持马凡舒成为张斌的新搭档，节目形态与两年前的欧洲杯相似。由于此次世界杯部分场次开球时间在北京时间18时、20时，部分比赛日的《豪门盛宴》改在中央电视台综合频道进行直播。2018年9月26日，《豪门盛宴》4K超高清版的节目片段在CCTV4K超高清频道播出，成为CCTV5第一个实现4K制播的非直播类节目。
2020欧洲杯起，该节目改为《足球盛宴》，因疫情原因取消现场观众，并改为录播。2022年卡塔尔世界杯期间的节目更是将时长压缩在1小时以内。

## 播出时间

### 2004年葡萄牙欧洲杯
中央电视台体育频道：6月10日-7月2日，每晚19:55-21:25

### 2006年德国世界杯
中央电视台体育频道：6月9日-7月10日，每晚18:50起，节目时间通常为90分钟，重大比赛日延长

### 2010年南非世界杯

#### 晚间版
中央电视台体育频道/高清频道：6月11日开播时为18:30—21:35，6月12日-21日，配合北京时间早场，节目缩短到不到一个小时，6月22日起改为19:30开始播出

#### 午夜版
中央电视台体育频道/高清频道：当天最后一场比赛之前2小时，时间不固定，通常为北京时间0点开始直播

### 2012年欧洲杯

#### 晚间版
中央电视台体育频道：比赛日当天22时

#### 午夜版
中央电视台体育频道：比赛日最后一场比赛之前，时间不固定

### 2014年巴西世界杯
中央电视台体育频道：比赛日当天19:00或19:30至《我爱世界杯》播出前（通常为21:00）

### 2016年法国欧洲杯
中央电视台体育频道：比赛日当天19:00-20:00

### 2018年俄罗斯世界杯
中国中央电视台体育频道：6月14日19:00-21:00，6月16日14:00-15:30，6月25日起每个比赛日19:00-20:30（阶段结束时节目内容会延长30分钟）
中国中央电视台综合频道：6月15日17:30-18:50,6月17日-24日17:30-18:50

## 经典单元

### 我在现场
连线环节，由北京演播室主持人与比赛主办国的演播室或记者连线，介绍赛前情况、主办地风土人情、所见所闻等

### 王牌对王牌
侧重介绍比赛日当天焦点对决双方的焦点球员，如若当天进行多场比赛，则选择知名度最高的进行介绍

### 现在登场
介绍当天第一场比赛球队双方的首发阵容，《我爱世界杯》复播后也有此环节

### 音乐季
邀请演艺明星到场献艺，通常为演唱与足球或当天比赛国家相关的歌曲，同时也会穿插访问

### 星耀系列（通常为星耀+主办国名）
介绍前一个比赛日表现最佳的球员或球队